# Thoracophorus brevipennis
Thoracophorus brevipennis är en skalbaggsart som först beskrevs av Sharp 1880.  Thoracophorus brevipennis ingår i släktet Thoracophorus och familjen kortvingar. Inga underarter finns listade i Catalogue of Life.